# Malerinnennetzwerk Berlin-Leipzig

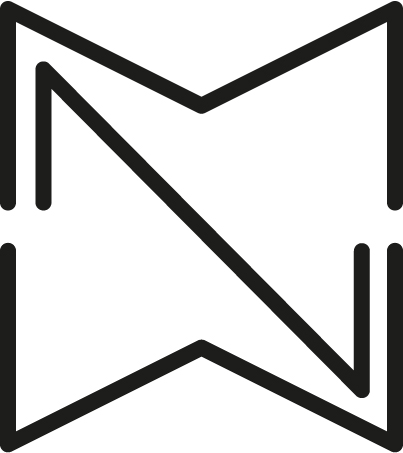
Logo des MalerinnenNetzWerk

Malerinnennetzwerk Berlin-Leipzig e. V. (Eigenschreibweise: MalerinnenNetzWerk Berlin-Leipzig; Abkürzung MNW; englisch Women Painters' Network) ist der Name einer Künstlerinnenvereinigung von Malerinnen aus Berlin und Leipzig, die das Ziel verfolgen, durch gemeinsame Ausstellungen die nationale und internationale öffentliche Wahrnehmbarkeit der Malkunst von Frauen zu erhöhen.

## Entstehung, Ziele und Rezeption
Kathrin Landa ist die Initiatorin des Netzwerks. Sie rief es anlässlich der Ausstellung Die bessere Hälfte – Malerinnen aus Leipzig ins Leben, in der Exponate aus drei Generationen von Künstlerinnen gezeigt wurden. Malerinnen der Berliner Wanderausstellung Painting was a Lady schlossen sich an. Seit Herbst 2015 stellen Mitglieder des Netzswerks gemeinsam aus. Neben den Ausstellungen gehören der professionelle Austausch untereinander bei regelmäßigen Treffen in den Ateliers und die gegenseitige Unterstützung ebenso zu den Aktivitäten wie die Entwicklung neuer Ausstellungskonzepte. Im November 2016 erfolgte die Vereinsgründung. Ein fünfköpfiges Organisationsteam besteht aus Tanja Selzer, Nina K. Jurk, Stephanie Dost, Anke Völk und Isabelle Dutoit.
Anlässlich der Ausstellung Farbauftrag mit 22 Malerinnen des Netzwerks 2017 in Berlin beschrieb Julius Tambornino in kunst:art das Anliegen: „Im Rahmen der Initiative des Malerinnennetzwerks, das eine Symbiose zwischen der Hauptstadt und der Leipziger Szene schaffen möchte, soll die Malkunst von Frauen im Bild der Öffentlichkeit besser positioniert werden – eine Zielformulierung, die angesichts der bestehenden Dominanz von Männern auch in dieser Branche leider nach wie vor ihre Berechtigung hat.“
Über ihre Ausstellung Painting XXL 2018 in Frankfurt schrieb Christoph Schütte in der FAZ:
„zu sehen gibt es in der Tat, was manch Betrachterherz noch mehr als alles Andere dieser Tage im mitunter etwas spröden Kunstbetrieb sehnsüchtig begehrt: Malerei satt. […] Ausschließlich Malerinnen wohlgemerkt, die, seit sie sich 2015 zum „Malerinnennetzwerk Berlin-Leipzig“ zusammengefunden haben, schon in Berlin, in Leipzig und in Lüneburg ausgestellt haben.[…] Vernetzung ist auch in der Kunst der Gegenwart das Zauberwort.“

## Mitglieder
Zum Netzwerk gehören unter anderem:
- Stephanie Dost
- Zohar Fraiman
- Franziska Güttler
- Nina K. Jurk
- Marianna Krueger
- Katrin Kunert
- Kathrin Landa
- Verena Landau
- Corinne von Lebusa
- Rosa Loy
- Bettina Sellmann
- Justine Otto
- Gudrun Petersdorff
- Tanja Selzer
- Kathrin Thiele
- Miriam Vlaming
- Isabelle Dutoit
- Cornelia Renz
- Anija Seedler

## Ausstellungen
- 2015 Into the neon light, Kreuzberg Pavillon, Berlin
- 2016 Blanke Teile  (weibliche und männliche Akte), Schau Fenster, Berlin[8]
- 2017 Under Influence, Galerie Dukan, Leipzig[4]
- 2017 entfesselt! Malerinnen der Gegenwart, Schloss Achberg, Achberg[9]
- 2017 Painting XX, Kunsthalle der Sparkassenstiftung, Lüneburg[10]
- 2017 Farbauftrag, Haus am Lützowplatz, Berlin[11]
- 2017 Cocoon. A female solidarity event, kuratiert von Zohar Fraiman und Miriam Vlaming, Bar Babette, Berlin
- 2018 Painting XXL, AusstellungsHalle 1A und Galerie Leuenroth, Frankfurt[12][2]
- 2018 Zündung, Turps Gallery, London[13]
- 2019: VOIX, Museum der bildenden Künste, Leipzig[14]

## Publikationen
- Justine Otto (Hrsg.): Painting XX, Das MalerinnenNetzWerk Berlin-Leipzig, Kann Verlag, Frankfurt a. M. 2017, ISBN 978-3-943619-49-2
- Entfesselt! Malerinnen der Gegenwart. Ausstellungskatalog, Verlag Schoss Achberg, 2017, ISBN 978-3-944685-05-2 (111 Seiten)
- VOIX, Museum der bildenden Künste Leipzig, Alfred Weidinger (Hrsg.) E.A. Seemann, 2019, ISBN 978-3-86502-424-4